# Alexander Schweizer

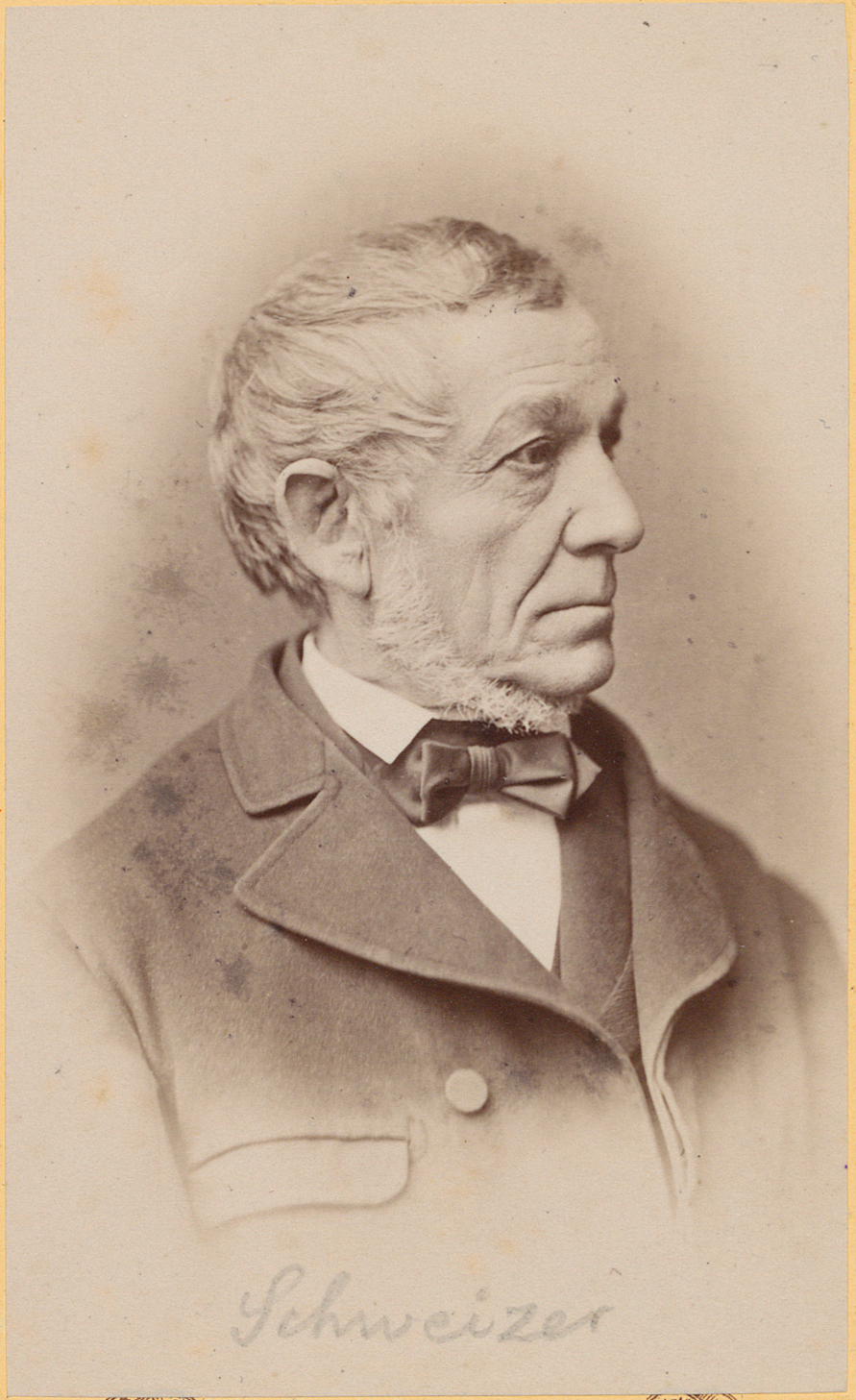
Alexander Schweizer

Alexander Schweizer, född den 14 mars 1808 i Murten (kantonen Fribourg), död den 3 juli 1888 i Zürich, var en schweizisk reformert teolog.
Schweizer blev 1835 extra ordinarie och 1840 ordinarie professor i Zürich samt förenade med sina akademiska ämbeten där från början prästerlig verksamhet och var 1844-71 kyrkoherde vid Grossmünster i Zürich. I de häftiga kyrkliga strider, som 1837-39 uppstod i Zürich på grund av den dåvarande liberala regeringens beslut att kalla D.F. Strauss till professor i teologi, intog Schweizer en förmedlande hållning. Schweizer var en av sin tids mest betydande teologer och visade i sin vetenskapliga produktion stor mångsidighet. Hans egentliga huvudarbeten ligger dock dels, och i främsta rummet, på den systematiska, dels på den praktiska teologins område. 
Hans systematiska arbeten, av vilka de viktigaste är Die Glaubenslehre der evangelisch-reformierten Kirche (2 band, 1844-47), Die protestantischen Centraldogmen in ihrer Entwicklung in der reformierten Kirche (2 band, 1854-56) och Die christliche Glaubenslehre nach protestantischen Grundsätzen (3 band, 1863-72; 2:a upplagan 1877), får sin prägel dels av hans strävan att fullfölja de av Schleiermacher, vars närmaste och trognaste lärjunge Schweizer är, givna uppslagen, dels av hans intresse att hävda den reformerta lärotypens företräde framför den lutherska. Även Schleiermacher betraktas av honom, med en viss historisk rätt, som reformert teolog; i dennes lära om känslan av absolut beroende som religionens väsen finner Schweizer den egentliga kärnan i den reformerta predestinationsläran uttryckt, och på liknande sätt söker han nu på alla punkter i den reformerta kyrkoläran skilja mellan dess av tidsförhållandena betingade form och dess bestående, ideella halt. 
Även i sitt intresse för den praktiska teologins problem och sin strävan att hävda dess verkligt vetenskapliga karaktär följer Schweizer i Schleiermachers spår. Vid sidan av det på gränsen till encyklopedin stående, betydelsefulla arbetet Über Begriff und Einteilung der praktischen Theologie (1836) förtjänar nämnas Homiletik (1848) och Pastoraltheologie oder Lehre von der Seelsorge des evangelischen Pfarrers (1875). Dessutom utgav Schweizer fem predikosamlingar (1834-62). Schweizers självbiografi utgavs av hans son Paul Schweizer (1889).